# Henri Kagan
Henri Boris Kagan (* 15. Dezember 1930 in Boulogne-sur-Seine, Hauts-de-Seine, Frankreich) ist ein französischer Chemiker.

## Leben
Henri Kagan wurde als Sohn des Ingenieurs Alexandre Kagan und seiner Frau Adeline Kagan, geb. Celniker geboren. Nach einem Schulbesuch in Guéret, Sceaux und Paris studierte er an der Sorbonne. Er machte seinen Abschluss in Physik und Ingenieurswesen an der École nationale supérieure de chimie de Paris um 1954 als Forscher ans Centre national de la recherche scientifique (CNRS) zu gehen. 1960 wurde er von J. Jacques am Collège de France promoviert, 1968 Dozent an der Universität Paris-Süd und Direktor des Labors für Stereoselektive Synthese. Von 1973 an war er Professor der Chemie an der Universität Paris-Süd, bevor er 1999 emeritiert wurde.
Kagan arbeitete auf dem Gebiet der Stereochemie, der Organometallchemie und der organischen Synthese. Er war beteiligt an der Entwicklung der stereoselektive Katalyse zur Synthese chiraler Moleküle. 1971 konnte er bei der Alkenhydrierung mithilfe eines Rhodiumkomplex-Katalysators erstmals einen großen Überschuss eines chiralen Produkts erzeugen. Die stereoselektive Katalyse hat große Bedeutung für die pharmazeutische Industrie und wurde 2001 mit dem Chemienobelpreis gewürdigt. Dass Kagan dabei nicht berücksichtigt wurde, sorgte für so großen Unmut unter französischen Wissenschaftlern, dass der damalige französische Wissenschaftsminister Roger-Gérard Schwartzenberg einen Brief an die Nobel-Stiftung schrieb.
Am 13. August 1960 heiratete er Claude Vignon, mit der er drei Kinder hat: Sylvie, Véronique, Anne.

## Veröffentlichungen
Kagan veröffentlichte seit 1955 zahlreiche Artikel in wissenschaftlichen Zeitschriften.
- mit Dang-Tuan-Phat: Asymmetric catalytic reduction with transition metal complexes. I. Catalytic system of rhodium(I) with (–)-2,3-0-isopropylidene-2,3-dihydroxy-1,4-bis(diphenylphosphino)butane, a new chiral diphosphine. In: Journal of the American Chemical Society. Band 94 (18), 1972, S. 6429–6433.
- mit P. Girard und J. L. Namy: Divalent lanthanide derivatives in organic synthesis. 1. Mild preparation of samarium iodide and ytterbium iodide and their use as reducing or coupling agents. In: Journal of the American Chemical Society. Band 102 (8), 1980, S. 2693–2698.
- mit J. L. Namy: Lanthanides in organic synthesis. In: Tetrahedron. Band 42 (24), 1986, S. 6573–6614.
- mit Olivier Riant: Catalytic asymmetric Diels Alder reactions. In: Chemical Reviews. Band 92 (5), 1992, S. 1007–1019.

- Organische Stereochemie. Thieme, Stuttgart 1977, ISBN 3-13-532801-5 (französisch: Stéréochimie organique. 1975)
- Herausgeber der Buchreihe Stereochemistry. Fundamentals and methods. Thieme, Stuttgart 1977, 4 Bände

## Auszeichnungen
- 1967 Prix Le Bel (Societe chimique de France)
- 1968 Prix Cahours (Académie de sciences)
- 1974 Silbermedaille (CNRS)
- 1976 Prix Raymond Berr
- 1989 Prix du Rayonnement Français
- 1990 Prelog-Medaille (ETH Zürich)
- 1991 August-Wilhelm-von-Hofmann-Denkmünze (Gesellschaft Deutscher Chemiker)
- 1994 Chaire Francqui (Louvain-la-Neuve)
- 1996 Chevalier de l'Ordre national du Mérite
- 1998 Yamada Prize (Tokio)
- 1998 Chirality Medal (14th International Symposium on Chirality, Wien)
- 1998 Nagoya-Medaille für Organische Chemie (Nagoya)
- 1999 Tanaka award (International Precious Metals Institute)
- 1999 Tetrahedron-Preis
- 2000 the Silver medal of Centenary lecturer award of the Royal Society of Chemistry
- 2001 Wolf-Preis für Chemie
- 2002 Chevalier de la Légion d'Honneur
- 2002 Grand Prix de la Fondation de la Maison de la Chimie
- 2002 JSPS Award for Eminent Scientists
- 2002 Ryōji-Noyori-Preis (Tokio)
- 2005 Bower Award and Prize for Achievement in Science (Franklin Institute, Philadelphia, USA)
- Ehrendoktorwürden: 1999 Universität Bukarest, 2004 Università degli Studi della Basilicata

## Mitgliedschaften
- Société française de chimie
- American Chemical Society
- 1978 korrespondierendes Mitglied und 1991 Mitglied der Académie des sciences
- 1994 ausländisches Mitglied der Polska Akademia Nauk
- 2000 Ehrenmitglied der Chemical Research Society of India
- 2003 Ehrenmitglied der Royal Society of Chemistry